# Falsepilysta
Falsepilysta es un género de escarabajos de la familia Cerambycidae.

## Especies
- Falsepilysta albostictica Breuning, 1939
- Falsepilysta bifasciata (Aurivillius, 1923)
- Falsepilysta guttata (Aurivillius, 1924)
- Falsepilysta laterimaculata (Heller, 1924)
- Falsepilysta ochraceomaculata (Schwarzer, 1931)
- Falsepilysta olivacea (Schwarzer, 1931)